# 聖書神学
聖書神学（せいしょしんがく、英語：biblical theology）は、キリスト教神学の研究の一分野である聖書学に属している。聖書神学は聖書を研究する学問であり、聖書の本文を原語において読み、その意味を研究する釈義に基づいて、聖書において教えられているキリスト教神学思想を、いくつかの時代に区分し、また幾つかの主題に応じて提示する学問である。聖書神学は、旧約聖書神学と新約聖書神学に分類される。

## 歴史

### 中世
中世においては、寓喩的な解釈が中心で、聖書に対する研究は教会の教義に従属するべきものとされていたので、聖書神学は育たなかった。

### 宗教改革
宗教改革者は、中世の教会教義が必ずしも、聖書に立脚していない点を批判した。聖書を原語で研究すべきことと、歴史的、文法的に解釈すべきことを指摘した。

### 18世紀
18世紀に入ると、ヨーロッパでは啓蒙主義や合理主義が起こり、その影響により、聖書は客観的に解釈されるべきであるという主張が起こった。聖書を他の歴史的文書と同様な前提に立って研究するという主張である。
1787年にJ・P・ガープラーは、聖書神学と教義学は明確に区別されるべきであると主張した。ここから聖書神学が始まった。

### 19世紀
19世紀に入ると、ガープラーの思想が「歴史的・批評的」研究法として具体化された。この方法はより客観的であり、宗教的偏見を避けられると考えられた。その結果、正典としての旧約聖書と新約聖書の統一性に対する疑問が起こり、聖書が人間の著作と同じようにみなされるようになった。

### 20世紀初頭
- 20世紀、ブセットは1913年に『キュリオス・クリストス』を著し、イエスをユダヤ教的黙示文学における超越的人の子であるとするパレスチナの初代教会の信仰と、イエスをヘレニズム的宗教における神的人物と考えたパウロのヘレニズム的教会の信仰を区別した。
- A・シュヴァイツァーが1906年に著した『ライマールスからヴレーテまで』において、それまでの史的イエスを研究史について研究したが、イエスの実像はほとんど知りえないという結論になった。
- 1920年代に聖書神学の見直しの運動が起きた。1921年、R・キッテルは歴史的、批評的方法の欠点を認め、神学としての旧約研究を回復すべきであると主張した。
- 1922年、E・ケーニヒはヴェルハウゼンに反対して、イスラエル史に対する進化的方法論を用いることを否定した。
- 1926年には、O・アイスフェルトが旧約聖書研究においては歴史的方法と神学的方法が並存しなければならないと主張した。
- 1930年代、W・アイヒロットが『旧約神学』を著し、歴史研究は純粋に客観的である、それまでの歴史的方法を批判した。歴史的奉仕と神学的方法の統一が可能であることを主張した。

### 戦後
- 第二次世界大戦後、聖書神学についての多くの著作が現れた。ドイツでは、ルドルフ・ブルトマン、E・ケーゼマン、スイスではO・クルマン、イギリスでは、H・H・ロウリ、A・リチャードマン、アメリカはG・E・ライト、J・ブライト等がその代表である。その一連の動きは聖書神学運動と呼ばれる。
- また、福音主義の学者の聖書神学の著作も多く発表された。G・ヴォス『聖書神学』、エドワード・ヤング『今日における旧約神学の研究』、G・E・ラッド『新約聖書神学』などがあげられる。これらは、歴史的・批評的立場の学者とは一線を画している。